# Krilovszkajai járás

A Krilovszkajai járás a Krasznodari határterületen

A Krilovszkajai járás (oroszul Крыловский муниципальный район) Oroszország egyik járása a Krasznodari határterületen. Székhelye Krilovszkaja.

## Népesség
- 1989-ben 33 098 lakosa volt.
- 2002-ben 37 657 lakosa volt, melyből 33 982 orosz (90,2%), 1 275 örmény, 889 ukrán, 209 fehérorosz, 197 cigány, 174 német, 152 azeri, 72 grúz, 71 tatár, 22 görög, 10 adige.
- 2010-ben 35 930 lakosa volt.